# Zheng Haixia
Pour les articles homonymes, voir Zheng (homonymie).
Dans ce nom chinois, le nom de famille, Zheng, précède le nom personnel.
Zheng Haixia (en chinois simplifié : 郑海霞 ; chinois traditionnel : 鄭海霞 ; pinyin : Zhèng Hǎixiá, née le 7 mars 1967 à Zhecheng, Henan) est une ancienne joueuse professionnelle de basket-ball de l'Équipe de Chine de basket-ball féminin et de Women's National Basketball Association.
Elle joue au poste de pivot, mesure 2,04 m et chausse du 54.

## Biographie
Zheng commence le basket-ball à l'âge de 12 ans. En 1980 elle est recrutée par l'équipe militaire de basket de Wuhan et intègre l'équipe nationale dès l'âge de 16 ans.
En 1983, Haixia fait ses débuts au Championnat du monde de basket-ball féminin et termine 3e. L'année suivante, l'équipe termine 1er au championnat d'Asie de basket-ball junior et 3e aux Jeux olympiques 1984.
En 1986, elle mène l'équipe chinoise à la 10e place des championnats du monde, au titre de champion aux Jeux Asiatiques, ainsi qu'aux championnats du monde universitaires.
En 1992, elle remporte la médaille d'argent aux Jeux olympiques 1992. 
En 1994, elle remporte le titre de champion d'Asie et la médaille d'argent aux championnats du monde.
En 1997, elle se retire de l'équipe nationale chinoise pour rejoindre les Sparks de Los Angeles en WNBA. 
En 1998, elle retourne en Chine pour devenir entraîneuse.

## Palmarès
- Trophée Kim Perrot de la sportivité 1997